# Volby do Zastupitelstva města Mariánské Lázně 2022
Volby do zastupitelstva Mariánských Lázní v roce 2022 proběhly v rámci komunálních voleb v pátek 23. a v sobotu 24. září. Zvoleno bylo celkem 21 zastupitelů.
Volby vyhrálo hnutí ANO 2011 (32,46 %), na druhém místě se umístilo hnutí Změna pro Mariánské Lázně (13,77 %), dosud vládnoucí Česká pirátská strana s umístila na 3. místě (12,71 %) a do zastupitelstva se také dostali ODS Plus (tj. KDU-ČSL, ODS a TOP 09; 10,84 %), STAROSTOVÉ A NEZÁVISLÍ (9,84 %), Svoboda a přímá demokracie (SPD) (8,05 %) a Město sobě (6,27 %). Koalice byla složena z ANO, Změny pro Mariánské Lázně, ODS Spolu a Města sobě a novým starostou se stal Martin Hurajčík za ANO.

## Předvolební situace

Složení zastupitelstva v roce 2018

Ve volbách v roce 2018 vyhrála těsně Česká pirátská strana (22,49 %), na druhém místě se umístilo hnutí ANO 2011 (22,45 %), na třetím místě se umístila Občanská demokratická strana (13,27 %) a do zastupitelstva se také dostali Změna pro Mariánské Lázně, Komunistická strana Čech a Moravy, Město sobě a Volba pro lidi. Koalice byla složena z Pirátů, ODS, Volby pro lidi a Změny pro Mariánské Lázně a starostou se opět stal Martin Kalina za Piráty.

## Kandidující subjekty
| Politický subjekt                        | Volební lídr    |
| ---------------------------------------- | --------------- |
| ANO 2011                                 | Martin Hurajčík |
| Svoboda a přímá demokracie (SPD)         | Štěpán Stráník  |
| ODS Plus (koalice KDU-ČSL, ODS a TOP 09) | Zdeněk Král     |
| Změna pro Mariánské Lázně                | Miloslav Pelc   |
| Město sobě                               | Luboš Borka     |
| STAROSTOVÉ A NEZÁVISLÍ                   | Kamil Špindler  |
| Komunistická strana Čech a Moravy        | Josef Němec     |
| TRIKOLORA                                | Karel Hanzlík   |
| Česká pirátská strana                    | Martin Kalina   |
| Zdroj:                                   |                 |

## Volební výsledky
|                        |                                   |             |       |                |         |               |
| Politický subjekt      | Politický subjekt                 | Počet hlasů | %     | ±              | Mandáty | ±             |
|                        | ANO 2011                          | 22 951      | 32,46 | +10,01         | 8       | +3            |
|                        | Změna pro Mariánské Lázně         | 9 735       | 13,77 | +2,69          | 3       | +1            |
|                        | Česká pirátská strana             | 8 989       | 12,71 | -9,78          | 3       | -3            |
|                        | ODS Plus                          | 7 662       | 10,84 | -4,86          | 2*      | -1            |
|                        | STAROSTOVÉ A NEZÁVISLÍ            | 6 955       | 9,84  | byli v koalici | 2       | +2            |
|                        | Svoboda a přímá demokracie (SPD)  | 5 690       | 8,05  | nekandidovala  | 2       | nekandidovala |
|                        | Město sobě                        | 4 432       | 6,27  | -1,76          | 1       | -1            |
|                        | TRIKOLORA                         | 2 491       | 3,52  | nová           | 0       | nová          |
|                        | Komunistická strana Čech a Moravy | 1 799       | 2,54  | -5,55          | 0       | -2            |
| Celkem                 | Celkem                            | 70 704      | 100   | —              | 21      | —             |
| Odevzdané obálky       | Odevzdané obálky                  | 3 721       | —     | —              | —       | —             |
| Voliči v seznamu/Účast | Voliči v seznamu/Účast            | 10 008      | 37,19 | +2,45          | —       | —             |
| Zdroj:                 |                                   |             |       |                |         |               |

*ODS získala 1 mandát a KDU-ČSL totéž

### Zvolení zastupitelé
| poř. číslo | Jméno                     | Kandidátní listina               | Navrhující strana | Navrhující strana | Politická příslušnost | Politická příslušnost | Počet hlasů | %*    | Pořadí zvolení |
| ---------- | ------------------------- | -------------------------------- | ----------------- | ----------------- | --------------------- | --------------------- | ----------- | ----- | -------------- |
| 1          | Martin Hurajčík           | ANO 2011                         |                   | ANO               |                       | ANO                   | 1 332       | 5,80  | 1              |
| 14         | Mgr. Vladimír Kafka       | ANO 2011                         |                   | ANO               |                       | BEZPP                 | 1 281       | 5,58  | 2              |
| 4          | Ing. Jan Budka            | ANO 2011                         |                   | ANO               |                       | ANO                   | 1 278       | 5,56  | 3              |
| 7          | MUDr. Roman Dubnický      | ANO 2011                         |                   | ANO               |                       | BEZPP                 | 1 165       | 5,07  | 4              |
| 5          | Bc. Jana Roubalová        | ANO 2011                         |                   | ANO               |                       | ANO                   | 1 157       | 5,04  | 5              |
| 6          | Ivana Mottlová            | ANO 2011                         |                   | ANO               |                       | BEZPP                 | 1 150       | 5,01  | 6              |
| 3          | Samuel Zabolotný          | ANO 2011                         |                   | ANO               |                       | ANO                   | 1 096       | 4,77  | 7              |
| 2          | JUDr. Miloslav Chadim     | ANO 2011                         |                   | ANO               |                       | ANO                   | 1 068       | 4,65  | 8              |
| 1          | Mgr. Miloslav Pelc        | Změna pro Mariánské Lázně        |                   | Změna             |                       | BEZPP                 | 868         | 8,91  | 9              |
| 2          | Mgr. Petr Hála            | Změna pro Mariánské Lázně        |                   | NK                |                       | BEZPP                 | 721         | 7,40  | 10             |
| 4          | PaedDr. Alena Hálová      | Změna pro Mariánské Lázně        |                   | NK                |                       | BEZPP                 | 677         | 6,95  | 11             |
| 1          | Ing. Martin Kalina        | Česká pirátská strana            |                   | Piráti            |                       | Piráti                | 592         | 6,58  | 12             |
| 5          | Ing. arch. Vojtěch Franta | Česká pirátská strana            |                   | Piráti            |                       | Piráti                | 549         | 6,10  | 13             |
| 9          | Mgr. Dušan Drexler        | STAROSTOVÉ A NEZÁVISLÍ           |                   | STAN              |                       | BEZPP                 | 534         | 7,67  | 14             |
| 4          | Bc. Josef Pavlovic        | Česká pirátská strana            |                   | Piráti            |                       | Piráti                | 502         | 5,58  | 15             |
| 1          | Zdeněk Král               | ODS Plus                         |                   | ODS               |                       | ODS                   | 491         | 6,40  | 16             |
| 8          | Ing. arch. Ludmila Míková | ODS Plus                         |                   | KDU-ČSL           |                       | BEZPP                 | 481         | 6,27  | 17             |
| 1          | Mgr. Luboš Borka          | Město sobě                       |                   | NK                |                       | BEZPP                 | 481         | 10,85 | 18             |
| 1          | Ing. Kamil Špindler       | STAROSTOVÉ A NEZÁVISLÍ           |                   | STAN              |                       | STAN                  | 453         | 6,51  | 19             |
| 1          | dipl. um. Štěpán Stráník  | Svoboda a přímá demokracie (SPD) |                   | SPD               |                       | SPD                   | 318         | 5,58  | 20             |
| 2          | Martin Hladík             | Svoboda a přímá demokracie (SPD) |                   | SPD               |                       | BEZPP                 | 314         | 5,51  | 21             |
| Zdroj:     |                           |                                  |                   |                   |                       |                       |             |       |                |

*Procenta v daném politickém subjektu

## Hodnocení voleb
Výsledky pro některé byly překvapující. Martin Kalina uvedl že „Z celorepublikového pohledu to pro Piráty asi budou stále procenta nadprůměrná. Ale my, jako pirátská bašta, jsme zklamaní. Jsme na polovině dosavadních mandátů“. Seznam Zprávy to označily jako „konec příběhu o pirátské baště“.

## Povolební situace
10. října 2022 vznikla nová koalice ve složení ANO 2011, Změna pro Mariánské Lázně, ODS Plus (tj. ODS, KDU-ČSL) a Město sobě.
| Jméno            | Funkce           | Navrhující strana | Navrhující strana | Politická příslušnost | Politická příslušnost |
| ---------------- | ---------------- | ----------------- | ----------------- | --------------------- | --------------------- |
| Martin Hurajčík  | Starosta         |                   | ANO               |                       | ANO                   |
| Samuel Zabolotný | 1. místostarosta |                   | ANO               |                       | ANO                   |
| Miloslav Pelc    | 2. místostarosta |                   | Změna             |                       | BEZPP                 |
| Zdroj:           |                  |                   |                   |                       |                       |